# Џули Бенз
Џули Бенз (енгл. Julie Benz; Питсбург 1. мај 1972) америчка глумица најпознатија по улогама Дарле у ТВ серијама Бафи, убица вампира и Ејнџел (1997—2004) и Рите Бенет у ТВ серији Декстер (2006—2010), за коју је добила Награду Сателит и Награду Сатурн за најбољу споредну женску улогу на телевизији.
Бенз се појављивала и у другим популарним ТВ серијама, као што су Розвел (1999—2000), Очајне домаћице (2010), Хаваји 5-0 (2015—2017) и С љубављу, Виктор (2021). Када су у питању филмске улоге, Бенз је најзначајнија појављивања имала у остварењима Завера лепотица (1999), Рамбо 4 (2008), Слагалица страве 5 (2008), Панишер: Ратна зона (2008) и Круг (2015).
Прву улогу имала је у хорор антологији Дарија Арђента и Џорџа Ромера, Два зла ока (1990).

## Филмографија
| Улоге Џули Бенз |                            |               |                 |                       |
| Година          | Српски назив               | Изворни назив | Улога           | Напомена              |
| 1990.           | Два зла ока                |               | Бети            |                       |
| 1994.           | Брачне воде                |               | Сашка           | ТВ серија, 1 епизода  |
| 1995.           | Корак по корак             |               | Тауни           | ТВ серија, 1 епизода  |
| 1996.           | Дијагноза: Убиство         |               | Тауни           | ТВ серија, 1 епизода  |
| 1997.           | Добро да боље не може бити |               | рецепционерка   |                       |
| 1997−2002.      | Бафи, убица вампира        |               | Дарла           | ТВ серија, 6 епизода  |
| 1999.           | Завера лепотица            |               | Марси Фокс      |                       |
| 1999.           | Краљ Квинса                |               | Џули Патерсон   | ТВ серија, 1 епизода  |
| 1999−2000.      | Розвел                     |               | Кетлин Тополски | ТВ серија, 7 епизода  |
| 2000−2004.      | Ејнџел                     |               | Дарла           | ТВ серија, 20 епизода |
| 2002.           | Отети                      |               | Кејт Киз        | мини-серија           |
| 2004.           | Морнарички истражитељи     |               | Дениз Џонсон    | ТВ серија, 1 епизода  |
| 2006.           | Место злочина: Лас Вегас   |               | Хајди Волф      | ТВ серија, 1 епизода  |
| 2006.           | Истражитељи из Мајамија    |               | Хејли Гордон    | ТВ серија, 1 епизода  |
| 2006.           | Ловци на натприродно       |               | Лајла Роурк     | ТВ серија, 1 епизода  |
| 2006−2010.      | Декстер                    |               | Рита Бенет      | ТВ серија, 49 епизода |
| 2007.           | Ред и закон                |               | Дон Стерлинг    | ТВ серија, 1 епизода  |
| 2008.           | Панишер: Ратна зона        |               | Анџела Донатели |                       |
| 2008.           | Рамбо 4                    |               | Сара Милер      |                       |
| 2008.           | Слагалица страве 5         |               | Брит Стедисон   |                       |
| 2010.           | Очајне домаћице            |               | Робин Галагер   | ТВ серија, 5 епизода  |
| 2015.           | Круг                       |               | супруга         |                       |
| 2015−2017.      | Хаваји 5-0                 |               | Аби Дан         | ТВ серија, 12 епизода |
| 2021.           | С љубављу, Виктор          |               | Шелби           | ТВ серија, 4 епизоде  |